# Echemus viveki
Echemus viveki är en spindelart som beskrevs av Gajbe 1989. Echemus viveki ingår i släktet Echemus och familjen plattbuksspindlar. Inga underarter finns listade i Catalogue of Life.